# Courcelles-sur-Voire
Courcelles-sur-Voire è un comune francese di 38 abitanti situato nel dipartimento dell'Aube nella regione del Grand Est.

## Società

### Evoluzione demografica
Abitanti censiti